# Ahmad Schah Kadschar

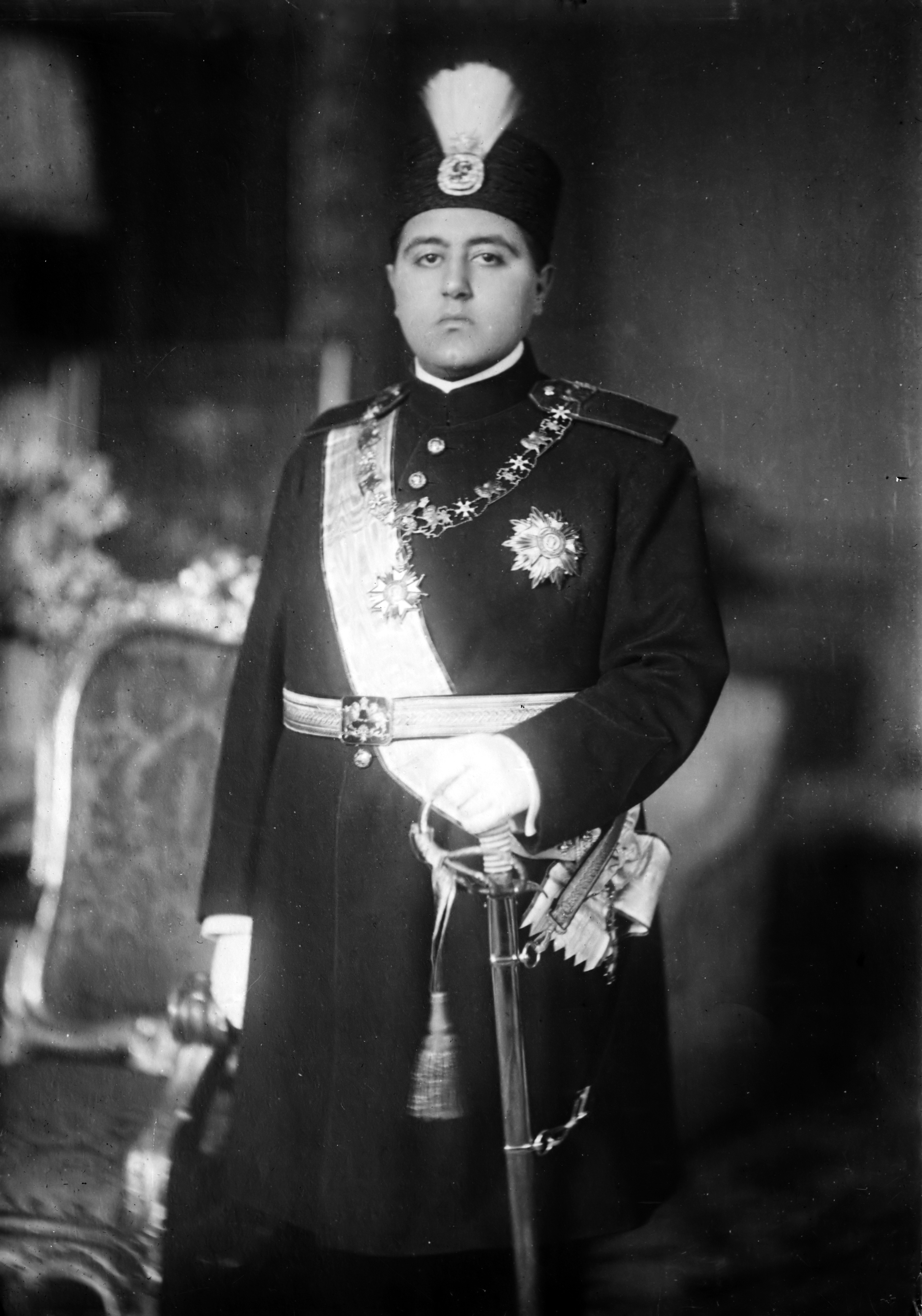
Ahmad Schah Kadschar, zwischen 1914 und 1921

Ahmad Schah Kadschar (persisch احمد شاه قاجار Ahmad Schah Qadschar; geboren am 31. Januar 1897; gestorben am 21. Februar 1930) war Schah von Persien vom 16. Juli 1909 bis zum 31. Oktober 1925. Er war der siebte und letzte Herrscher der turkmenischstämmigen Kadscharen-Dynastie. 

## Leben

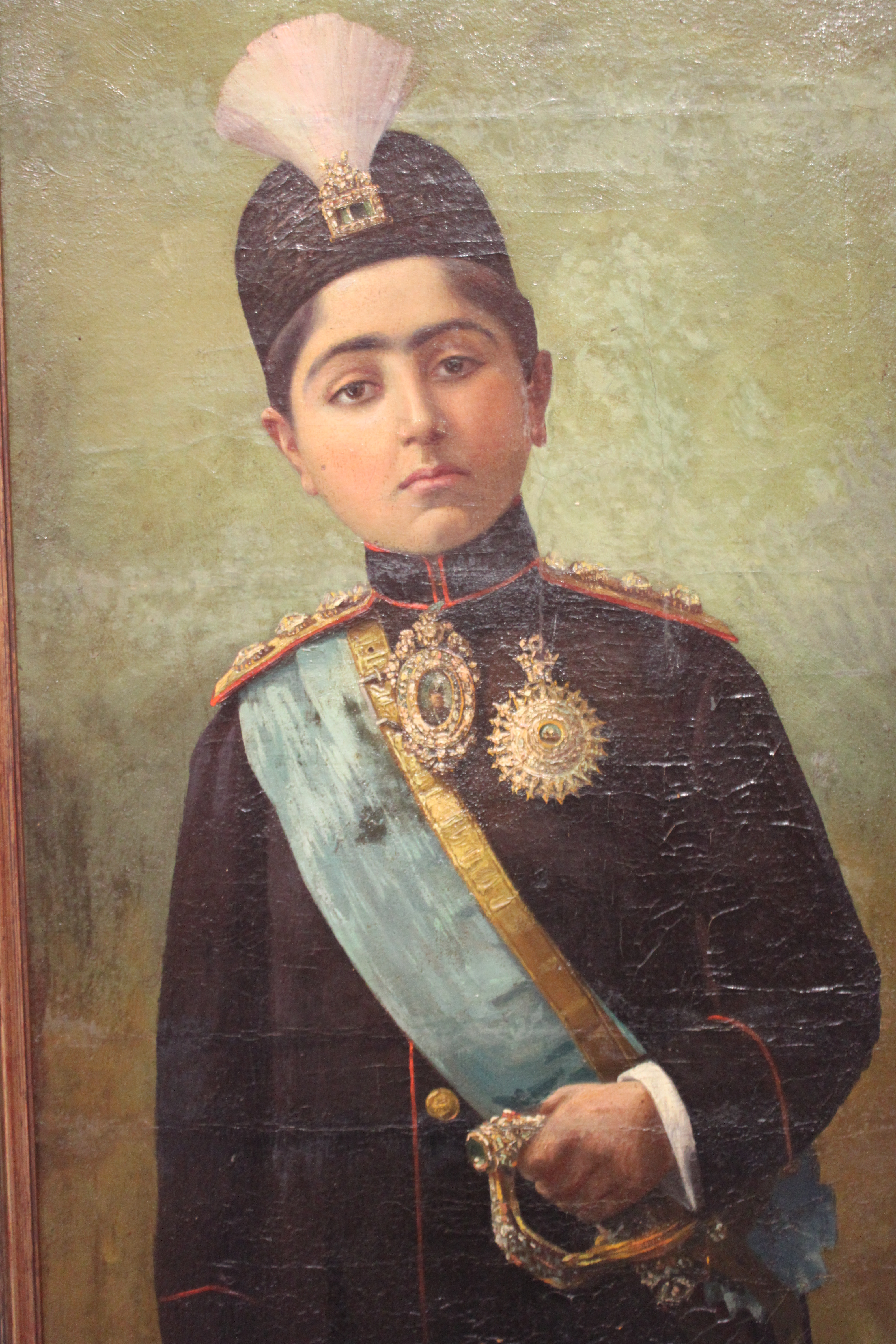
Ahmad Schah (mit Astrachan-Kappe und diamantenbesetztem Federbusch sowie juwelenbesetztem Schwert), gemalt 1910

### Thronbesteigung
Nachdem sein Vater Mohammed Ali Schah am 16. Juli 1909 vom iranischen Parlament abgesetzt worden war, bestimmte es noch am selben Tag Ahmad im Alter von 12 Jahren zum Schah und somit zu Irans erstem verfassungsmäßigen Herrscher. Der kleine untersetzte Junge wurde aus Odessa, wo seine Familie im Exil lebte, nach Teheran verbracht, wo der mit der Situation unzufriedene Knabe zweimal versuchte zu fliehen und einmal mit Suizid drohte. Ali Reza Khan Azod al Molk, das bereits 87 Jahre alte Oberhaupt der Familie, wurde als Regent eingesetzt. Er sollte den Schah bis zu seiner Volljährigkeit vertreten. Azod al Molk starb jedoch im Jahr 1910. Sein Nachfolger wurde Abolqasem Naser al Molk.
Nach zweihundertjähriger absolutistischer Herrschaft der Kadscharen und einem soeben überstandenen Versuch Mohammed Ali Schahs, die konstitutionellen Reformen wieder rückgängig zu machen, gestaltete sich der Aufbau einer modernen Verwaltung mehr als schwierig. Das Parlament hatte jetzt zwar das Budgetrecht, mangels eines modernen Steuersystems hatte der im Aufbau befindliche Staatsapparat aber keine nennenswerten Einnahmen. In dieser Notsituation bat der iranische Botschafter in den Vereinigten Staaten von Amerika Mirza Ali Qoli Khan die US-Regierung um Hilfe. Um diplomatische Verwicklungen mit Großbritannien und Russland zu vermeiden, wurde Morgan Shuster, vorgeschlagen von William Taft, dem damaligen Gouverneur der Philippinen und späteren Präsidenten der USA, als „Privatperson“ nach Iran entsandt. Shuster begann seine Arbeit im Frühjahr des Jahres 1911.

### Putschversuch Mohammad Ali Schahs

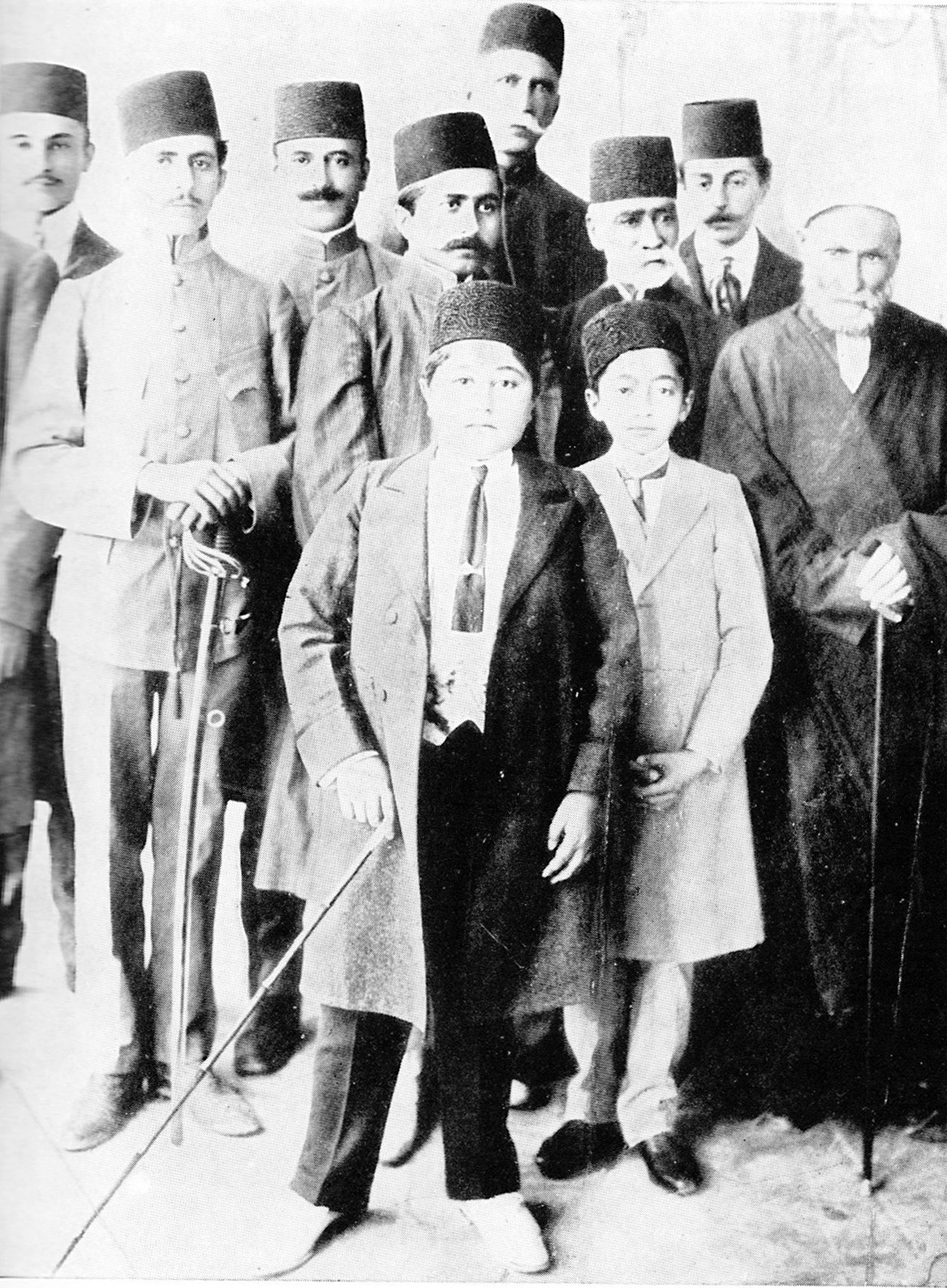
Ahmad Schah und Begleitung, 1911

Im Juni 1911 war der zwei Jahre zuvor abgesetzte Mohammed Ali Schah mit durch russische Unterstützung angeworbenen Truppen über das kaspische Meer kommend in Anzali gelandet. Sein Bruder Abolfath Mirza Salar al Dowleh führte weitere Truppen aus dem heutigen Irak heran. Morgan Shuster, ein amerikanischer Finanzbeamter, der für die Regierung als Schatzkanzler und Finanzberater tätig war, hatte in den wenigen Monaten seiner Tätigkeit eine halbwegs funktionierende Steuerverwaltung aufgebaut, sodass die Soldaten der konstitutionellen Regierung regelmäßigen Sold erhielten, was sich nachhaltig auf die Kampfmoral auswirken sollte. Im September 1911 war Mohammed Ali Schah besiegt. Ein weiteres Mal zog er sich nach Russland ins Exil zurück.

### Krönung
Ende Juni 1914 waren beunruhigende Nachrichten nach Teheran gedrungen. Das Attentat auf den österreichischen Thronfolger Franz Ferdinand und seine Frau Sophie in Sarajevo (damals österreich-ungarisches Gebiet) am 28. Juni 1914 durch den bosnisch-serbischen Gavrilo Princip (Attentat von Sarajevo) löste eine Kettenreaktion aus, die nach einem Monat zum Ersten Weltkrieg führte. In Teheran bereitete man sich unterdessen auf die anstehende Krönung von Ahmad Schah vor.
Am 21. Juli 1914 wurde Ahmad Schah mit dem Erreichen der Volljährigkeit mit 18 („persischen“) Jahren offiziell zum Schah von Persien gekrönt. Die Zeremonie war, wie die New York Times berichtete, kurz und schlicht. Zunächst fuhr Ahmad Schah mit einer Kutsche durch die geschmückten Straßen Teherans zum Parlament. Dort legte er den nach der Verfassung vorgeschriebenen Amtseid ab. Anschließend begab er sich in eine nahe gelegene Moschee zum Gebet. Am späten Nachmittag wurde die Krönung im Golestan-Palast vollzogen. Ahmad Schah nahm seine Kopfbedeckung ab und setzte sich nach Tradition der persischen Krönungszeremonie selbst die Kadscharenkrone auf den Kopf. Die Krone war so groß, dass er sie einige Minuten mit beiden Händen über seinem Kopf halten musste, während ein Geistlicher ein Gebet sprach. An die Zeremonie schloss sich ein Empfang des diplomatischen Corps an.
Nach der Krönung war eine Rundreise durch die europäischen Hauptstädte geplant, auf welcher der neu gekrönte Schah die wichtigsten Staatsoberhäupter besuchen wollte. Nachdem am 28. Juli 1914 Österreich Serbien den Krieg erklärt hatte und in Europa eine allgemeine Mobilmachung begonnen hatte, wurde die Rundreise vorerst abgesagt. Man ging davon aus, dass der bevorstehende Krieg aufgrund der Überlegenheit der deutschen Armee in wenigen Monaten zu Ende sein würde, und man die Rundreise dann später nachholen könne.

### Der Erste Weltkrieg
Nachdem der Erste Weltkrieg ausgebrochen war, erklärte die iranische Regierung ihre Neutralität in dem Konflikt und forderte die kriegführenden Mächte auf, ihre in Iran stationierten Truppen umgehend abzuziehen. Russische Truppen waren in den Provinzen Aserbaidschan, Gilan, Asterabad und Chorasan stationiert, britische Truppen in einigen Häfen des persischen Golfes, in Chusistan und Schiras und türkische Truppen hatten sich in einigen Grenzstädten von Aserbaidschan einquartiert. Somit befand sich Iran im Spannungsfeld zwischen den Entente-Mächten Großbritannien und Russland und dem auf der Seite der Mittelmächte kämpfenden Osmanischen Reich. Die Neutralitätserklärung wurde von den Botschaftern der entsprechenden Länder zwar zur Kenntnis genommen, jedoch nicht ernst genommen, da man bei den Konfliktparteien davon ausging, dass Iran militärisch nicht in der Lage sei, die auf seinem Territorium stehenden fremden Truppen anzugreifen und aus Iran zu vertreiben.
So kam es in Iran zu Kämpfen zwischen den türkischen, den russischen und den britischen Truppen, die zu erheblichen Zerstörungen führten. Der türkische Oberbefehlshaber Enver Pascha vertrat die Auffassung, dass man die russischen Truppen, die in den Städten Irans stationiert waren, leicht schlagen könne, und dass damit der Weg nach Aserbaidschan und die Ölfelder am kaspischen Meer sowie nach Zentralasien und Indien offen wäre. Enver Pascha galt als Verfechter des Panturanismus, einer nationalistischen Bewegung, die alle Turkvölker vereinen wollte.
Iran hatte aus militärischer Sicht diesen strategischen Überlegungen wenig entgegenzusetzen. Eine nationale Armee gab es nicht. Die kleine, von russischen Offizieren geführte persische Kosakenbrigade und die von schwedischen Offizieren geführte seit 1911 in Aufbau befindliche persische Gendarmerie war kein ernst zu nehmender Gegner für die Armeen der Türken, Russen und Briten. Zum Vergleich: Iran hatte zur Zeit des Ersten Weltkriegs ungefähr 10 Mio. Einwohner. In den Städten wohnte nur eine Minderheit. So hatte Teheran 280.000, Täbris 200.000, Isfahan 80.000, Maschhad, Kerman 60.000 und Yazd 45.000 Einwohner. Hinzu kam, dass weite Teile Nordirans bereits vor dem Ausbruch der Feindseligkeiten von russischen Truppen besetzt waren. Täbris war während der konstitutionellen Revolution zur Unterstützung Mohammed Ali Schahs 1909 von regulären russischen Truppen besetzt worden. Urmia und Choy folgten 1910. Nach dem Ende der konstitutionellen Revolution 1911 hatten sich die russischen Truppen aus den Städten zurückgezogen, blieben aber im Nordwesten Irans stationiert. Ein Pressebericht aus Istanbul vom 29. November 1914 beschreibt die Lage wie folgt:

„Hier liegt ein zuverlässiger Drahtbericht über die Lage in Iran vor: Seit mehreren Jahren stehen bekanntlich russische Truppen in Nordiran, angeblich zum Schutz gegen Unruhen, in Wahrheit aber, um ohne jeden Rechtsgrund eine Okkupation des Landes vorzubereiten. Die neuerdings erfolgte Berufung angesehener Patrioten in das persische Kabinett veranlasste den Generalgouverneur des Kaukasus, Großfürsten Nicolai Nicolajewitsch, ohne weiteres den Vormarsch russischer Truppen von Kasoqd auf die Hauptstadt Teheran zu befehlen, um den Sturz des Kabinetts Mostofi zu erzwingen. Geplant war gleichzeitig die Gefangennahme aller nationalistischen Parlamentarier und die Beseitigung der an der Spitze der persischen Gendarmerie stehenden, dem Schah treu ergebenen schwedischen Offiziere. Die völlig überraschte Regierung mit dem Schah an der Spitze entschloss sich, der russischen Vergewaltigung auszuweichen und provisorisch den Sitz des Gouvernements nach der etwas südlicher gelegenen Stadt Qom zu verlegen. Auf das im letzten Moment feierlich gegebene Versprechen, die Truppen wieder zurückzuziehen, entschloss sich der Schah, in der Stadt zu verbleiben. Die Gesandten der Zentralmächte hatten sich auf schriftliche Aufforderung der Regierung bereits nach Qom begeben, wo das Parlament und die Führer der Patriotenpartei schon versammelt waren. Der zum Frieden neigende Schah scheint den Russen noch einmal Konzessionen machen zu wollen, um dem neutralen Lande den Krieg zu ersparen, verlangt aber den Abzug aller russischen und britischen Truppen. In Iran herrscht große Erregung. Zahlreiche Stämme und freiwillige Scharen haben sich in der Richtung auf die Hauptstadt in Bewegung gesetzt, um den Schah gegen das brutale, rücksichtslose Vorgehen der Russen zu schützen.“

Die kommunistische Revolution in Russland führte zum Abzug der russischen Truppen aus Iran. Die Briten übernahmen mit 200 Soldaten und einer kleinen Flotte die Kontrolle Nord-Irans und des kaspischen Meeres. Im Süden hatten die Briten 1916 die South Persian Rifles (SPR), eine Truppe bestehend aus iranischen Mannschaften befehligt von britischen Offizieren, aufgestellt. Mit dem Ende des Ersten Weltkriegs hatten die Briten die vollständige militärische Kontrolle über Iran. Selbst die von russischen Offizieren befehligte Kosakenbrigade war vollständig von ihnen abhängig, da ihr Sold von monatlich 300.000 Toman von den Briten beglichen wurde.

### Der Vertrag von 1919
Ahmad Schah war mit dem Ende des Ersten Weltkrieges 21 Jahre alt geworden. Das Schicksal seines Vaters, der vom Parlament abgesetzt worden war, vor Augen, lag sein Hauptinteresse darin, möglichst schnell möglichst reich zu werden, und sein Vermögen in Europa in Sicherheit zu bringen. Bereits 1919 hatte er an der Pariser Börse zu spekulieren begonnen. Die Politik Irans wurde inzwischen vollständig von London aus gesteuert. So verwundert es nicht, dass im Mai 1918 der britische Botschafter bei Ahmad Schah anfragte, ob denn nicht Hassan Vosouq neuer Premierminister werden solle. Für Ahmad Schah war dies eine Frage des Geldes. Er forderte eine Pension von 25.000 und bekam am Ende aus London eine monatliche Pension von 5.000 Pfund Sterling für den Rest seines Lebens. Die Zustimmung des iranischen Parlaments war für die Briten allerdings auch nicht ganz kostenlos. Das britische Außenministerium willigte ein, die Rückzahlungsverpflichtungen früherer Darlehen auszusetzen, und dem iranischen Parlament monatlich 350.000 Toman als „Betriebskostenzuschuss“ zu überweisen. Weitere 25.000 Pfund wurden in eine von Mullahs und Kaufleuten organisierte pro-Vosouq-Demonstration investiert. Am 5. August 1918 wurde Vosouq dann endlich Premierminister.
Das Ziel der britischen Außenpolitik war es, ein neues Abkommen mit Iran zu schließen, das den 1907 mit Russland geschlossenen und nach der kommunistischen Revolution obsolet gewordenen Vertrag von Sankt Petersburg ablösen sollte. Der neue Vertrag sollte den wirtschaftlichen und politischen Einfluss Großbritanniens in Iran dauerhaft sichern. Iran wurde ein mit 7 % zu verzinsendes Darlehen von 2.000.000 Pfund, rückzahlbar in 20 Jahresraten, zugesagt. Vosough forderte für sich und zwei weitere Minister 500.000 Toman in bar für die Unterzeichnung des Vertrages. Diese Forderung schien nur rechtens, da Ahmad Schah seine monatliche Pension von den Briten bekam, und mehrere Gouverneure und Stammesführer ebenfalls monatlich Zuwendungen von den Briten erhielten. Am Ende einigte man sich auf 400.000 Toman (131.000 Pfund Sterling) und das Abkommen war unterzeichnet. Um den Vertrag in Kraft zu setzen, musste allerdings die Zustimmung des Parlaments eingeholt werden. Im September 1919, noch vor der Eröffnung der parlamentarischen Sitzungsperiode nach der Sommerpause, war bekanntgeworden, dass Vosouq und zwei weitere Minister von den Briten erhebliche Bestechungsgelder angenommen hatten. Nun forderten und bekamen auch einige Mullahs und mehrere Abgeordnete von den Briten Geldzuwendungen, sofern sie die Ratifizierung des Abkommens im Parlament unterstützten. Die Debatte über das Abkommen zog sich allerdings monatelang hin. Im Juni 1920 trat Vosouq zurück, ohne dass das Abkommen vom Parlament ratifiziert worden war.

### Der Aufstieg Reza Chans
In der Nachkriegszeit kam Iran nicht zur Ruhe. Aufstände und separatistische Bewegungen führten beinahe zum Zusammenbruch des Staates. Kriminelle Banden machten die Straßen unsicher. Das Parlament und die konstitutionelle Bewegung verloren an politischer Führungskraft. Nach 14 Jahren konstitutioneller Monarchie stand Iran am Abgrund. Das Militär wurde von ausländischen Offizieren befehligt, die Staatskassen waren leer, und die Gehälter der Staatsbediensteten wurden nur noch unregelmäßig gezahlt. Am 4. November 1920 entsandte die britische Regierung General Sir Edmund Ironside, um den Oberbefehl über die britischen Truppen in Iran zu übernehmen. Ironside sollte die von britischen und russischen Offizieren befehligten iranischen Streitkräfte vereinen und unter britisches Kommando stellen. In London hatte man erkannt, dass nur auf die Armee als stabilisierender Kraft im Spannungsfeld der politischen Auseinandersetzungen zu zählen war. Dies war die Stunde des jungen Kosakenobersts Reza Chan (Khan), dem späteren Reza Pahlavi, der über die militärische Laufbahn zur Politik fand.
Am 15. Januar 1921 informierte Ahmad Schah den britischen Botschafter, dass er Premierminister Sepahdar ablösen wolle und ein neues Kabinett mit Hassan Mostofi an der Spitze und den Kadscharenprinzen Farmanfarma und Abdol Majid Mirza Eyn-al-Dowleh als wichtigste Minister berufen wolle. Noch wenige Tage zuvor hatte Ahmad Schah dem britischen Botschafter erklärt,

„dass er sich entschieden hätte, das Land als Privatperson zu verlassen. Er habe mit seinem Bruder, dem Kronprinzen Mohammad Hassan Mirza, gesprochen und habe ihm den Thron angeboten. Dieser habe ihm gesagt, dass er nichts von dem Thron wissen wolle und nicht bereit sei, seine Nachfolge zu übernehmen. Wenn er, Ahmad Schah, gehe, werde Iran eine Republik, und er könne nicht sehen, was an einer iranischen Republik falsch sei.“

Doch dazu sollte es nicht kommen. Mit dem Putsch vom 21. Februar 1921 wurde Premierminister Sepahdar von Seyyed Zia al Din Tabatabai mit Hilfe einer Einheit der persischen Kosakenbrigade unter Führung Reza Chans gestürzt. Die ersten Schritte zur Ablösung der Kadscharendynastie und zum Aufstieg Reza Schahs waren getan.
Am 21. Februar 1921 marschierte die Hamadan-Brigade unter dem Kommando von Reza Chan vom Westen kommend in Teheran ein. Am folgenden Tag stellte er die Stadt unter Kriegsrecht. Oberst Reza Chan wurde zum Stadtkommandanten von Teheran ernannt. Am 25. Februar wurde Seyyed Zia al Din Tabatabai Premierminister. Umgehend wurden 70 Mitglieder aristokratischer Familien verhaftet. Wenig später wurde Reza Chan Kommandant der Kosaken und erhielt den Titel Sardar Sepah (Oberbefehlshaber). Ahmad Schah sah hinter diesem Staatsstreich das Bemühen, endlich wieder geordnete Verhältnisse herzustellen und berief Reza Chan zunächst zum Verteidigungs- und am 26. Oktober 1923 zum Premierminister.
Die Kadscharenfamilien empfanden den Aufstieg Reza Chans als eine Katastrophe. Das osmanische Reich hatte aufgehört zu existieren. An seine Stelle trat die türkische Republik. Am Hofe der Kadscharen herrschte Endzeitstimmung. Ahmad Schah kümmerte das wenig. Noch am selben Tag, an dem er Reza Chan zum Premierminister ernannt hatte, verließ er das Land Richtung Paris.
Die politischen Diskussionen, die früher von den Konstitutionalisten dominiert worden waren, wendeten sich mehr und mehr einem anderen Thema zu. Man hatte erkannt, dass der Rechtsrahmen einer Verfassung eine notwendige, aber keine hinreichende Bedingung für den erfolgreichen Aufbau eines modernen Irans war. Junge Iraner, die in Europa studiert hatten, kamen mit nationalistischen Ideen zurück. Ihnen schwebte ein Iran als Nationalstaat vor, und Reza Chan sollte diese Ideen Realität werden lassen.

### Exil in Paris

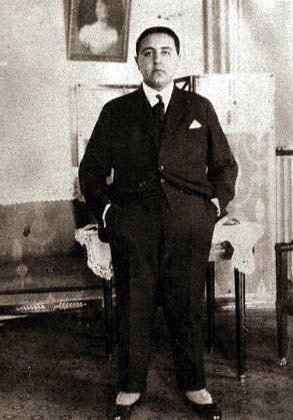
Ahmad Schah in der Zeit seines Pariser Exils

Ahmad Schah, der sich mehr im Hotel Majestic in Paris als in seinem Palast in Teheran aufhielt, wurde am 31. Oktober 1925 vom Parlament abgesetzt. Durch eine am 6. Dezember 1925 vom Parlament beschlossene Verfassungsänderung wurde die Herrscherwürde auf Reza Pahlavi (nun Reza Schah Pahlavi) und seine Nachkommen übertragen. Die Kadscharen-Dynastie hatte damit den Thron endgültig verloren. Ahmad Schah blieb im bereits zuvor bezogenen Exil in Paris in Frankreich. Dort starb er fünf Jahre später. Er erkannte die Verfassungsänderung und die Dynastie der Pahlavis, die bis 1979 regierte, niemals an.

## Familie
Ahmad Schah war mit fünf Frauen verheiratet, mit der er vier Söhne und vier Töchter hatte.